# Волокові (Афанасьєвський район)
Волоко́ві (рос. Волоковые) — присілок у складі Афанасьєвського району Кіровської області, Росія. Входить до складу Ічетовкінського сільського поселення.
Населення становить 8 осіб (2010, 13 у 2002).
Національний склад станом на 2002 рік — росіяни 77 %.